# Gare de Neuves-Maisons
Gare de Neuves-Maisons vasútállomás Franciaországban, Neuves-Maisons településen.

## Vasútvonalak
Az állomást az alábbi vasútvonalak érintik:
- Jarville-la-Malgrange–Mirecourt-vasútvonal
- Toul-Rosières-aux-Salines-vasútvonal

## Kapcsolódó állomások
A vasútállomáshoz az alábbi állomások vannak a legközelebb:
- Gare de Messein
- Gare de Pont-Saint-Vincent